# Gyrinus ventralis
Gyrinus ventralis là một loài bọ cánh cứng trong họ van Gyrinidae. Loài này được Kirby miêu tả khoa học năm 1837.